# Horton (Berkshire)
Horton è un villaggio e parrocchia civile dell'Inghilterra, appartenente alla contea del Berkshire.